# Bułgarscy posłowie do Parlamentu Europejskiego 2014–2019
Bułgarscy posłowie VIII kadencji do Parlamentu Europejskiego zostali wybrani w wyborach przeprowadzonych 25 maja 2014.

## Lista posłów
Wybrani z listy GERB
- Asim Ademow, poseł do PE od 14 września 2017
- Andrej Kowaczew
- Andrej Nowakow, poseł do PE od 24 listopada 2014
- Ewa Maydell
- Emił Radew
- Władimir Uruczew

Wybrani z listy Koalicji na rzecz Bułgarii (BSP)
- Petyr Kurumbaszew, poseł do PE od 17 stycznia 2017
- Momcził Nekow
- Georgi Pirinski
- Sergej Staniszew

Wybrani z listy Ruchu na Rzecz Praw i Wolności
- Nedżmi Ali
- Filiz Chjusmenowa
- Iłchan Kjuczjuk
- Iskra Michajłowa[1]

Wybrani z listy Bułgarii bez Cenzury
- Nikołaj Barekow
- Angeł Dżambazki

Wybrany z listy Bloku Reformatorskiego
- Swetosław Malinow

Byli posłowie VIII kadencji do PE
- Tomisław Donczew (wybrany z listy GERB), do 6 listopada 2014
- Ilijana Jotowa (wybrana z listy Koalicji na rzecz Bułgarii), do 16 stycznia 2017
- Marija Gabriel (wybrany z listy GERB), do 6 lipca 2017